# Ceropegia boerhaaviifolia
Ceropegia boerhaaviifolia är en oleanderväxtart som beskrevs av Defl.. Ceropegia boerhaaviifolia ingår i släktet Ceropegia och familjen oleanderväxter. Inga underarter finns listade i Catalogue of Life.